# Morgen
Morgen je uspješnica iz 1959. hrvatskog pjevača Ive Robića na njemačkom o tome da je sutra uvijek obećavajuće i bolje od jučer. Nakon tog uspjeha Ivo Robić je postao i ostao Mister Morgen.
Pjesma je nastala krajem 1950-ih, napisao ju je švicarski glazbenik Peter Moesser za tadašnju veliku njemačku pjevačku zvijezdu Freddyja Quinna, za koga su već bile napravljene glazbene podloge. Međutim kako je dotad plodna suradnja -pukla, a Robić se sam nudio, dilema je razriješena lako - pjesmu je dobio Robić.
Morgen je snimljen kao B strana ploče, jer su tada bili latino ritmovi u modi u Njemačkoj pa se očekivalo da će Ay,Ay,Ay, Paloma biti hit, međutim sve je iznenadilo kad je to postao Morgen.
Pjesma se sredinom godine popela na 8# njemačke hit ljestvice BRAVO MUSIKBOX, a koncem godine na #2.

Morgen je postao hit i na američkom tržištu u izdanju kuće Laurie, popeo se na #13. mjesto (Billboard Top 40 21. rujna 1959.), kao i na #23. mjesto britanske top ljestvice (New Musical Express, 7. studenog 1959.). 
Robić je te iste godine snimio i talijansku i francusku inačicu pjesme, ploča se odlično prodavala po Švedskoj i Skandinaviji, ali i po Japanu, Australiji i Novom Zelandu.
Po nekim izvorima, singl Morgen je prodan u čak 1,8 milijuna primjeraka širom svijeta.